# 보츠와나 대학교
보츠와나 대학교(영어: University of Botswana, UB)는 1982년 보츠와나 최초의 고등교육기관으로 설립되었다. 대학은 세 개의 캠퍼스를 가지고 있는데, 하나는 수도 가보로네에, 하나는 프랜시스타운에, 다른 하나는 마운에 있다. 이 대학은 경영학, 교육학, 공학, 인문학, 보건과학, 사회과학의 6개 학부와 케투밀레 마시레 경 교육 병원으로 나뉜다.

## 역사
보츠와나 대학교는 1964년 아파르트헤이트 시대의 남아프리카 공화국에서 세 나라의 고등 교육에 대한 의존도를 줄이기 위해 설립된 UBBS 또는 베추아날란드, 바수톨란드, 스와질란드 대학교로 알려진 더 큰 대학 시스템의 일부로 시작되었다. 보츠와나와 레소토가 1966년에 독립한 후, 이 대학은 보츠와나, 레소토, 스와질란드 대학교(UBLS)로 불렸다.
1975년 레소토는 파트너십에서 탈퇴하고 자체 국립 대학을 설립했다. 1980년대 초까지 보츠와나와 스와질란드의 공동 대학이 존재했다. 세계에서 가장 가난한 나라 중 하나였던 보츠와나가 《한 사람, 한 마리의 야수》 운동을 시작한 것은 레소토가 처음 철수할 때였다. 공식적으로 보츠와나 대학 캠퍼스 어필(BUCA)로 알려진 이 모금 캠페인은 1976년 세레체 카마 대통령에 의해 주도되었다. 이 캠페인은 보츠와나와 스와질란드 대학교의 보츠와나 캠퍼스 건설을 위한 기금을 모으기 위해 시작되었다.
BUCA는 레소토 정부가 로마에 있는 공동 대학 캠퍼스 시설을 일방적으로 국유화한 후 뒤따랐다. 보츠와나와 다른 이해 관계자들은 100만 랜드의 설정된 목표를 달성하기 위해 모든 유형(현금, 소, 곡물, 계란 등)에 기여했다. 1982년까지, 보츠와나 대학교는 현실이 되었고 그 나라에서 가장 오래된 고등 교육 기관으로 남아 있다. 《한 사람, 한 마리의 야수》 운동은 오늘날 새 도서관 앞에 위치한 대학의 주요 동상에서 계속되고 있다.

## 학생 생활

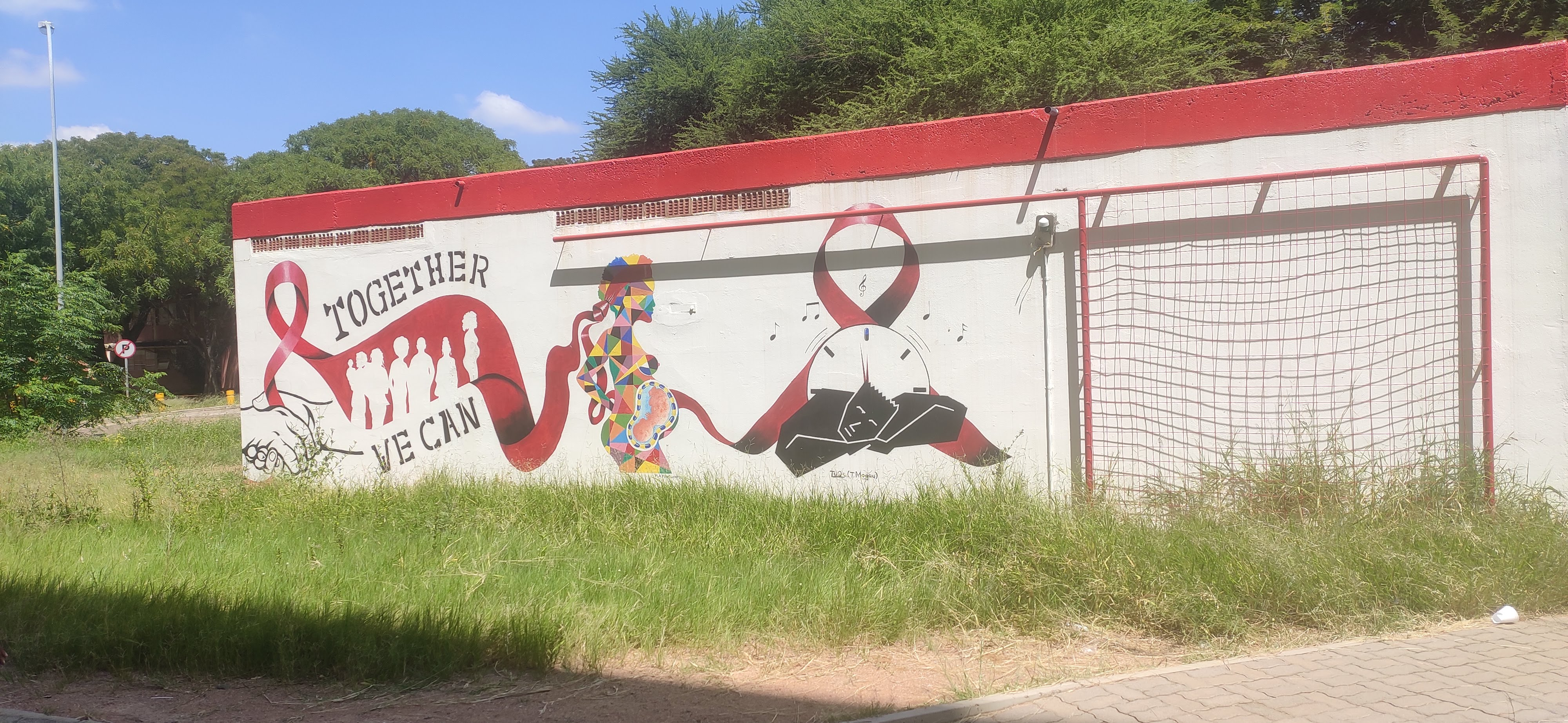
지식의 벽

많은 학생들이 기숙사의 캠퍼스에 산다. 기숙사에 사는 학생들은 학교 식당에서 식사를 제공받는다.
캠퍼스 시설로는 올림픽 규모의 수영장, 오락 경기장, 스포츠 코트(농구, 테니스, 핸드볼, 네트볼, 배구)가 있다. 이 대학은 국립 경기장과 인접해 있어 대학에서 사용할 수 있다. 경기장 밖에 있는 연습장은 교외 스포츠에서 대학의 위치이다.
그 대학은 무료 진료소와 상담 서비스를 제공한다.

## 저명한 동문
- 이언 카마 - 보츠와나의 제4대 대통령[7]
- 모크위치 마시시 - 보츠와나의 제5대 대통령